# توم براونلي
توم براونلي (بالإنجليزية: Tom Brownlee)‏ هو لاعب كرة قدم بريطاني، ولد في 21 مايو 1935 في Carnwath ‏ في المملكة المتحدة، وتوفي في ديسمبر 2018. لعب مع برادفورد سيتي ونادي والسول ونادي ووركينغتون ونادي يورك سيتي.